# Disophrys atrocephala
Disophrys atrocephala är en stekelart som först beskrevs av Smith 1860.  Disophrys atrocephala ingår i släktet Disophrys och familjen bracksteklar. Inga underarter finns listade i Catalogue of Life.